# Danilo Clementino
Danilo, właśc. Emmanuel Danilo Clementino Silva (ur. 5 marca 1982 w Caruaru) – piłkarz z Gwinei Równikowej grający na pozycji bramkarza. Od 2012 roku jest zawodnikiem klubu América Paulista.

## Kariera klubowa
Karierę piłkarską Danilo rozpoczął w klubie Sport Recife. Jego zawodnikiem był w latach 1999-2005, z przerwą na grę w Campinense, do którego był wypożyczony w 2004 roku. Następnie był zawodnikiem takich klubów jak: ASA Arapiraca, Nacional, Sergipe, Porto, Araripina FC, AC Coríntians, Timbaúba FC, AD Cabense, Serra Talhada FC i Salgueiro AC. W 2012 roku został piłkarzem zespołu América Paulista.

## Kariera reprezentacyjna
W reprezentacji Gwinei Równikowej Danilo zadebiutował w 2006 roku. W 2012 roku został powołany do kadry na Puchar Narodów Afryki 2012.